# 切萨雷·巴尔博
切萨雷·巴尔博，维纳迪奥伯爵（義大利語：Cesare Balbo，Contare di Vinadio，1789年11月21日—1853年6月3日），意大利政治家、作家，是撒丁王国第一任首相。

## 生平
1789年，出生于都灵的贵族家庭。
1816年，在西班牙马德里公使馆任秘书。
1821年，被流放。
1848年，任撒丁王国首相，7月辞职。
1853年，去世。

## 著作
- 《野蛮时代的意大利史》（1830）
- 《意大利的希望》（1844年）